# Даніель Вулетич
Даніель Вулетич (італ. Daniel Vuletic) (5 липня 1970) — італійський композитор і музикант.

## Біографія
Даніель Вулетич народився в Загребі. Був автором багатьох найкращих пісень Лаури Паузіні. Також писав пісні для Адріано Челентано,
Міни, Лучано Паваротті, Джанні Моранді, Нека і багатьох інших італійських зірок.